# 明正井路
明正井路（めいせいいろ）は、大分県竹田市から豊後大野市までをかん水する用水路である。大野川水系緒方川に架かる水路用石造アーチ橋、明正井路第一拱石橋（めいせいいろだいいちこうせききょう）で有名。

## 概要
明正井路は、緒方川及び、神原川並びに、1953年（昭和28年）に竣工した補水線（大野川）の３つの川から取水され、緒方町と清川村の2,323haの地域の約717haにわたる水田を灌漑する水路で、その総延長は175km（幹線48km、用水路127km）に及ぶ。起伏が激しいため、17基もの水路橋を有する大規模な灌漑施設である。
江戸末期にすでに構想があったが、資金難の為実施できず。その後明治に入るも日清戦争により計画は中止。明治末期に耕地整理測量設計の認可を受け、測量及び、設計を開始した。着工されたのは大正時代に入ってからで、1917年（大正6年）に着工した。第一次世界大戦の中、資材費の高騰などで、何度も資金不足になり、責任を感じた主任設計技手が自刃する事件も起き、技手は「速やかに疎水を荒平溜池に流したし」と言い残したといわれている。その主任技手の栄光と功績を称え、石碑を始め、土地改良区史に水谷たけ子による漫画も作成されているほど尽力した。大変な苦難を乗り越えて1924年（大正13年）約7ヶ年の歳月を経て完成した。「明正」の名は、計画及び工事が明治時代から大正時代にわたって行われたことに由来する。

## データ
- 主任設計者：矢嶋義一（大分県農業技手）
- 管理者：明正土地改良区
- 文化財等：土木学会選奨土木遺産